# Maui
Maui ( /ˈmaʊ.iː/; Hawaiian: [ˈmɐuwi]) este cea de-a doua insulă ca suprafață a arhipelagului și statului american Hawaii. Pe insula Maui se găsesc mai multe localități orașe, așa cum sunt, Kīhei, Lahaina, Makawao, Pāʻia, Kula, Haʻikū, Hāna, Kāʻanapali, Wailea, Makena și Kapalua. Kahului este cel mai mare oraș de pe insulă, având o populație de 20146 locuitori.

## Etimologie
Conform tradiției numele insulei provine din numele legendei lui Hawai`iloa, navigatorul Polinezian ce a descoperit insulele Hawaii. Hawai'iloa a numit insula după numele fiului său, care la rându-i a fost numit după demizeul Māui.

## Economie
Cele două surse principale de venit sunt agricultura și turismul. Cafeaua, nucile macadamia, papaya, florile tropicale și ananasul sunt doar o parte din ceea ce exportă Hawaii și sunt un exemplu foarte bun a diversității agriculturii. Maui Land & Pineapple Company, Hawaiian Commercial and Sugar Company domină agricultura. HC&S(Hawaiian Commercial and Sugar Company) cultivă în jur de 150km2 de trestie de zahăr în valea centrală a Insulei Maui.

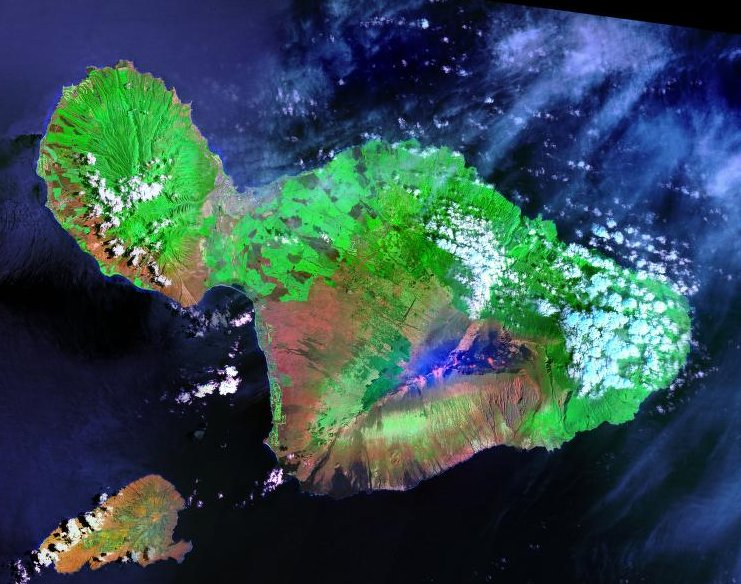
Insula Maui văzută din satelit
Așezarea insulei Maui
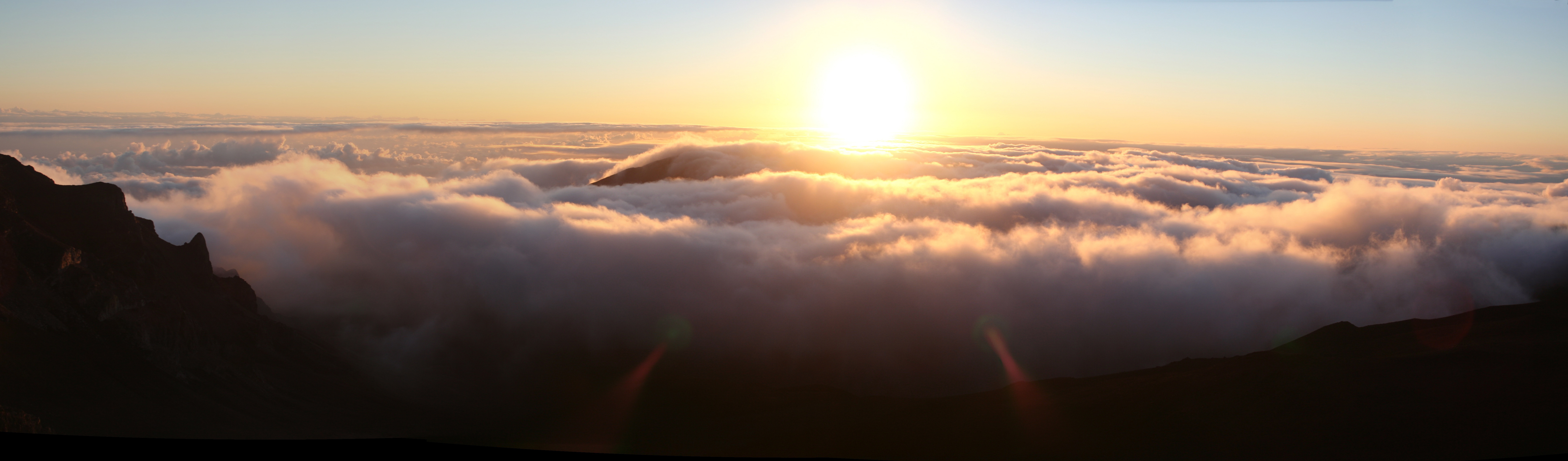
Răsărit peste Haleakala